# 木村真那月
木村 真那月（きむら まなつ、2001年1月25日 - ）は、日本の元女優、元子役。テアトルアカデミーに所属していた。
身長160cm、靴のサイズ23.5cm。

## 人物
- 2001年生まれ。2005年、4歳の時に従兄弟が参加した児童劇団の体験入学に一緒について行き、自身もやってみたくなり所属する[2]。2008年（平成20年）、7歳の時にデビュー。
- 2010年、9歳の時に放送された、24時間テレビドラマ『みぽりんのえくぼ』では、8歳から13歳と年代の幅の広い中で100人を超える応募者の中から、ヒロイン・岡崎美穂ことみぽりん役に選ばれた[3]。
- 2012年、11歳の時に放送された、テレビドラマ『悪夢ちゃん』のオーディションでは、500人を超える応募者の中から主要人物の古藤結衣子役に選ばれた。
- 2013年に前年放送された『悪夢ちゃん』で、雑誌『TV LIFE』の「第22回年間ドラマ大賞2012」で新人賞を受賞[4]。また、同作の映画化『悪夢ちゃん The 夢ovie』の公開が決定[5] し、2014年5月、13歳（撮影当時）[6] の時に、映画初出演を果たした。
- 好きな色は、水色とオレンジ色。
- 2018年をもってテアトルアカデミー公式サイトよりプロフィールが削除されており、後の動静は不明。

## 出演

### テレビドラマ
- 斉藤さん（2008年、日本テレビ）
- 十津川警部シリーズ40『生命』（2008年10月13日、TBS）
- 棟居刑事の青春の雲海（2008年11月8日、テレビ朝日） - 七条百合子（少女期） 役
- Disney Time（2009年）
- 神戸新聞の7日間（2010年1月16日、フジテレビ） - 石田千夏 役
- みぽりんのえくぼ（2010年8月28日、日本テレビ） - 岡崎美穂 役
- 花嫁のれん（2010年11月1日 - 12月29日、東海テレビ） - 神楽幸 役
  - 花嫁のれん（第2シリーズ）（2011年10月31日 - 12月29日）
  - 花嫁のれん（第3シリーズ）（2014年1月6日 - 3月28日）
  - 花嫁のれん（第4シリーズ）（2015年1月5日 - 3月27日）
- 連続テレビ小説 おひさま 第7週 - 第11週（2011年5月16日 - 6月18日、NHK） - ハナ 役
- 神様の女房（2011年10月、NHK） - 井植やすえ 役
- 開拓者たち（2012年1月、NHK） - 陽子 役
- 贖罪（2012年1月 - 2月、WOWOW） - 篠原真紀 役
- 妄想捜査〜桑潟幸一准教授のスタイリッシュな生活 第7話（2012年3月4日、テレビ朝日） - 飛田紀美子（少女期） 役
- 三毛猫ホームズの推理 第9話（2012年6月9日、日本テレビ）-宮越友美（少女期）役
- 悪夢ちゃん（2012年10月13日 - 12月22日、日本テレビ） - 古藤結衣子 役
  - 悪夢ちゃん スペシャル（2014年5月2日、日本テレビ）
- コドモ警視 第3話（2013年2月5日、TBS） - 京極奈津美 役
- 夫婦善哉 第1話（2013年8月24日、NHK） - 蝶子（少女期）役
- 鍵のない夢を見る 第4夜（2013年9月22日、WOWOW） - 中原ミチル（少女期）役
- ハクション大魔王（2013年11月17日、フジテレビ） - ユリ子のお姉ちゃん 役
- ごめんね青春! 第4話（2014年11月2日、TBS） - 蜂矢りさ（少女期） 役
- ど根性ガエル 第1話（2015年7月11日 - 9月19日、日本テレビ） - ピョン子 役（声の出演）

### 映画
- 宇宙ショーへようこそ（2010年）（声の出演）
- 悪夢ちゃん The 夢ovie（2014年5月3日、東宝） - 古藤結衣子 役

### CM
- ヨコオデイリーフーズ「月のうさぎおさしみこんにゃく」（声の出演）
- コナミ「夢色パティシエール」
- タカラトミー「ポケモンクレーンゲーム」

### PV
- 前田敦子「Flower」（2011年6月22日）
- ももいろクローバーZ「泣いてもいいんだよ」（2014年5月8日）

### その他
- こんにゃく博物館 - ナレーション